# Pasagerul
Pasagerul (în italiană Professione: reporter cu sensul de Profesiunea: reporter) este un film regizat și scris de Michelangelo Antonioni, lansat în 1975, în care Jack Nicholson interpretează rolul unui jurnalist aflat în Africa, care își asumă identitatea unui străin în momentul în care acesta moare. Filmul a fost nominalizat la premiul Palme d'Or în 1975 la Festivalul Internațional de Film de la Cannes.
"Antonioni a fost întotdeauna fascinat de dispariție, de vid, de suprafețele pustii, de aici și gustul său pentru deșert. Și "Profesiunea: reporter" mărturisește aceeași tentație nebună de a exprima inefabilul, de a defini acel punct apropiat mirajului, aflat undeva între așteptare și uitare ." - Michel Ciment - Dictionnaire des films - 1991 (Larousse).

## Distribuție
- Jack Nicholson – David Locke
- Maria Schneider – Fata
- Steven Berkoff – Stephen
- Ian Hendry – Martin Knight
- Jenny Runacre – Rachel Locke
- Ambroise Bia – Achebe
- Charles Mulvehill – David Robertson